# Conus abruptus
Espèce
Conus abruptus est une espèce fossile de mollusques gastéropodes marins de la famille des Conidae.

## Taxonomie

### Publication originale
L'espèce Conus abruptus a été décrite pour la première fois en 1918 par le malacologiste vietnamien Patrick Marshall (d) dans « Transactions of the New Zealand Institute »,.